# 台24線
台24線（たいにじゅうしせん）は、屏東県屏東市から同県霧台郷阿禮に至る台湾省道であり、三地門から台東を経て中央山脈までの区間を「新南部横貫公路（しんなんぶよこかんこうろ）」と称して、しばしば「新南横公路（しんなんよここうろ）」とも略称される。この区間では、新南部横貫公路計画の一部である。
廃止前には、台24本線は屏東県内では、霧台郷の一部、台東県内では、卑南郷の一部を、かなりの区間が未開通である。全長は131.215km（未開通部分を含む）で15のタウンシップを通過する。
阿禮 - 知本間は、2011年3月28日に廃止された。

## 概要
- 全長：47.474Km（廃止区間・他線への編入区間を除く）
- 起点：屏東県屏東市（台3線の交差地点）
- 終点：屏東県霧台郷阿禮
- 経由地：

## 歴史
| 年 | 月日 | 事跡 |
| -- | ---- | ---- |

## 通過する自治体
- 屏東県
  - 屏東市 - 長治郷 - 塩埔郷 - 内埔郷 - 三地門郷 - 霧台郷阿禮

- 未開通区間
  - 屏東県霧台郷阿禮 - 台東県卑南郷 - 台東県台東市

## 接続する道路
- 高速道路
  - 国道3号長治IC